# Antonio Anero
Antonio Anero Guijarro (Madrid, España, 9 de septiembre de 1953) es un exfutbolista español que se desempeñaba como defensa.

## Clubes
| Club           | País   | Año       |
| -------------- | ------ | --------- |
| Rayo Vallecano | España | 1972-1982 |
| Talavera C.F.  | España | 1982-1984 |